# 6368 Richardmenendez
6368 Richardmenendez è un asteroide della fascia principale. Scoperto nel 1983, presenta un'orbita caratterizzata da un semiasse maggiore pari a 2,2278251 UA e da un'eccentricità di 0,1443900, inclinata di 6,74136° rispetto all'eclittica.